# Бойл, Патрик, 10-й граф Глазго
Патрик Робин Арчибальд Бойл, 10-й граф Глазго (англ. Patrick Robin Archibald Boyle, 10th Earl of Glasgow; род. 30 июля 1939) — шотландский пэр, политик, нынешний глава клана Бойл.
Родовое поместье — замок Келберн в графстве Эршир. В настоящее время он заседает в Палате лордов в качестве пэра-либерала-демократа.

## Ранняя жизнь
Родился 30 июня 1939 года. Единственный сын контр-адмирала Дэвида Уильяма Мориса Бойла, 9-го графа Глазго (1910—1984), и его первой жены Дороти Лайл (1914—2006). Он получил образование в Итонском колледже в Беркшире, а затем в Сорбонне в Париже.

## Карьера
В 1960 году Патрик Бойл служил в Королевском военно-морском резерве, получив звание младшего лейтенанта. Впоследствии он работал помощником режиссера в кино и продюсером телевизионных документальных фильмов, он основал Kelburn Country Centre в 1977 году.
8 июня 1984 года после смерти своего отца Патрик Бойл унаследовал титулы 10-го графа Глазго  (Пэрство Шотландии), 10-го виконта Келберна (Пэрство Шотландии), 4-го барона Фэрли из Фэрли  (Пэрство Соединённого королевства), 10-го лорда Бойла из Келберна, Стюартона, Финника, Ларгса и Далри (Пэрство Шотландии), 10-го лорда Бойла из Стюартона, Камбриса, Фенуика, Ларгса и Далри (Пэрство Шотландии).
В 1995 году лорд Глазго был назначен заместителем лейтенанта Эршира и Аррана в 1995 году. Он был избран в 2005 году преемником 5-го графа Рассела в качестве одного из 92 наследственных пэров, оставшихся в Палате лордов после принятия Акта о Палате лордов 1999 года.

## Личная жизнь
30 ноября 1974 года Патрик Бойл женился на Изабель Мэри Джеймс, дочери Джорджа Дугласа Джеймса. У них двое детей:
- Дэвид Майкл Дуглас Бойл, виконт Келберн (род. 15 октября 1978)
- Леди Элис Дороти Бойл  (род. 10 июня 1981)[3].